# والزروده
شهر والزروده (به آلمانی: Walsrode) در ایالت نیدرزاکسن در کشور آلمان واقع شده‌است.